# Tour de France 2019/1. Etappe
Die 1. Etappe der Tour de France 2019 fand am 6. Juli 2019 statt. Die 194,5 Kilometer lange Flachetappe begann und endete in Brüssel und führte mit einer großen Schleife durch das südwestliche Brüsseler Umland.

## Rennverlauf
Der Etappenstart begann um 12:00 Uhr am Königsplatz an der Klosterkirche Sint-Jacob op de Koudenberg / Saint-Jacques-sur-Coudenberg. Der scharfe Start erfolgte um 12:27 Uhr in Molenbeek-Saint-Jean/Sint-Jans-Molenbeek nahe dem Edmond-Machtens-Stadion. Eine kleine Spitzengruppe, die sich unmittelbar nach dem Start bildete, beherrschte zwei Drittel der Etappe. Das Fahrerfeld passierte die ersten beiden Anstiege der Tour: Die Mauer von Geraardsbergen und der Bosberg – zwei Klassiker der Flandern-Rundfahrt. Dabei konnten sich aus der Spitzengruppe die beiden Fahrer Greg Van Avermaet und Xandro Meurisse die Bergwertungen unter sich ausmachen. Damit sind Meurisse und Van Avermaet zwar punktgleich, da Van Avermaet jedoch die höherwertige Kategorie gewonnen hat, eroberte er nach der Etappe das Gepunktete Trikot.
Kurz vor der Kopfsteinpflasterpassage – wenige Kilometer vor dem Zwischensprint in Les Bons Villers – wurde die Spitzengruppe wieder eingeholt. Kurz nachdem das Fahrerfeld sich wieder gesammelt hatte, attackierte Stéphane Rossetto etwa 55 km vor dem Ziel und konnte seinen Vorsprung zwischenzeitlich auf 1:46 min ausbauen. Die Fahrer fuhren im Laufe der Etappe am Fuße des Löwenhügel vorbei, das Hauptmonument der Schlacht bei Waterloo. Zu Ehren von Eddy Merckx führte die Strecke durch Woluwe-Saint-Pierre/Sint-Pieters-Woluwe, wo der belgische Radprofi 1969 sein erstes gelbes Trikot überziehen durfte. Rossetto wurde vom Peloton ca. 10 km vor dem Ziel wieder eingeholt – sein Ausreißversuch misslang. Rossetto wurde für seine Flucht mit der Roten Rückennummer ausgezeichnet.
Etappensieger wurde im Sprint Mike Teunissen im Fotofinish vor Peter Sagan und Caleb Ewan. Ewan wurde Führender der Nachwuchswertung. Im Laufe der Etappe gab es mehrere kleine Stürze. Jakob Fuglsang fuhr mit einer blutenden Wunde und musste sich vom Tour-Arzt behandeln lassen. Auf den beiden letzten Kilometer gab es ein Sturz, in den u. a. Dylan Groenewegen sowie Emanuel Buchmann verwickelt waren.

## Zeitbonus
| Zeitbonus am Etappenziel | Zeitbonus am Etappenziel |
| Fahrer                   | Zeitbonus                |
| ------------------------ | ------------------------ |
| Mike Teunissen (TJV)     | 10 Sekunden              |
| Peter Sagan (BOH)        | 6 Sekunden               |
| Caleb Ewan (LTS)         | 4 Sekunden               |

## Punktewertungen
| Zwischensprint in Les Bons Villers nach 125 km auf 158 m |             |                          |         |
| 1.                                                       | Slowakei    | Peter Sagan (BOH)        | 20 Pkt. |
| 2.                                                       | Italien     | Sonny Colbrelli (TBM)    | 17 Pkt. |
| 3.                                                       | Belgien     | Greg Van Avermaet (CCC)  | 15 Pkt. |
| 4.                                                       | Australien  | Michael Matthews (SUN)   | 13 Pkt. |
| 5.                                                       | Italien     | Matteo Trentin (MTS)     | 11 Pkt. |
| 6.                                                       | Osterreich  | Lukas Pöstlberger (BOH)  | 10 Pkt. |
| 7.                                                       | Polen       | Michał Kwiatkowski (INS) | 9 Pkt.  |
| 8.                                                       | Schweiz     | Michael Schär (CCC)      | 8 Pkt.  |
| 9.                                                       | Frankreich  | Julien Simon (COF)       | 7 Pkt.  |
| 10.                                                      | Italien     | Vincenzo Nibali (TBM)    | 6 Pkt.  |
| 11.                                                      | Belgien     | Tim Wellens (LTS)        | 5 Pkt.  |
| 12.                                                      | Spanien     | Imanol Erviti (MOV)      | 4 Pkt.  |
| 13.                                                      | Portugal    | Nélson Oliveira (MOV)    | 3 Pkt.  |
| 14.                                                      | Niederlande | Dylan van Baarle (INS)   | 2 Pkt.  |
| 15.                                                      | Australien  | Adam Yates (MTS)         | 1 Pkt.  |

| Etappenziel in Brüssel nach 194,5 km auf 52 m |             |                             |         |
| 1.                                            | Niederlande | Mike Teunissen (TJV)        | 50 Pkt. |
| 2.                                            | Slowakei    | Peter Sagan (BOH)           | 30 Pkt. |
| 3.                                            | Australien  | Caleb Ewan (LTS)            | 20 Pkt. |
| 4.                                            | Italien     | Giacomo Nizzolo (TDD)       | 18 Pkt. |
| 5.                                            | Italien     | Sonny Colbrelli (TBM)       | 16 Pkt. |
| 6.                                            | Australien  | Michael Matthews (SUN)      | 14 Pkt. |
| 7.                                            | Italien     | Matteo Trentin (MTS)        | 12 Pkt. |
| 8.                                            | Belgien     | Oliver Naesen (ALM)         | 10 Pkt. |
| 9.                                            | Italien     | Elia Viviani (DQT)          | 8 Pkt.  |
| 10.                                           | Belgien     | Jasper Stuyven (TSF)        | 7 Pkt.  |
| 11.                                           | Belgien     | Greg Van Avermaet (CCC)     | 6 Pkt.  |
| 12.                                           | Italien     | Alberto Bettiol (EF1)       | 5 Pkt.  |
| 13.                                           | Italien     | Andrea Pasqualon (WGG)      | 4 Pkt.  |
| 14.                                           | Norwegen    | Alexander Kristoff (UAD)    | 3 Pkt.  |
| 15.                                           | Norwegen    | Amund Grøndahl Jansen (TJV) | 2 Pkt.  |

## Bergwertungen
| Mauer von Geraardsbergen Kategorie 3 nach 43,5 km auf 106 m 1,2 km bei 7,8 % |         |                         |        |
| 1.                                                                           | Belgien | Greg Van Avermaet (CCC) | 2 Pkt. |
| 2.                                                                           | Belgien | Xandro Meurisse (WGG)   | 1 Pkt. |

| Bosberg Kategorie 4 nach 47,5 km auf 103 m 1,0 km bei 6,7 % |         |                       |        |
| 1.                                                          | Belgien | Xandro Meurisse (WGG) | 1 Pkt. |